# Gran Premio d'Australia 1987
Il Gran Premio d'Australia 1987 è stato il 452º Gran Premio di Formula 1 della storia, corso il 15 novembre 1987 sul circuito cittadino di Adelaide. Fu la gara conclusiva del Campionato mondiale di Formula 1 1987.

## Aspetti sportivi
La gara conclusiva della stagione 1987 di Formula Uno si corse ad Adelaide, in Australia. In gara mancò Nigel Mansell, non ancora ripresosi dopo l'incidente di Suzuka. A sostituirlo ci fu l'italiano Riccardo Patrese, che ricevette un permesso speciale dal "boss" della Brabham Bernie Ecclestone. Patrese fu a sua volta sostituito da un altro italiano, Stefano Modena.

## Qualifiche
Gerhard Berger conquistò ancora una volta la pole position con la Ferrari davanti ad Alain Prost su McLaren, al campione del mondo Nelson Piquet (alla sua ultima gara in Williams) e ad Ayrton Senna su Lotus.
| Pos                     | No | Pilota             | Costruttore              | Tempo    | Distacco |
| ----------------------- | -- | ------------------ | ------------------------ | -------- | -------- |
| 1                       | 28 | Gerhard Berger     | Ferrari                  | 1'17"267 |          |
| 2                       | 1  | Alain Prost        | McLaren - TAG Porsche    | 1'17"967 | +0"700   |
| 3                       | 6  | Nelson Piquet      | Williams - Honda         | 1'18"017 | +0"750   |
| 4                       | 11 | Ayrton Senna       | Lotus - Honda            | 1'18"488 | +1"221   |
| 5                       | 20 | Thierry Boutsen    | Benetton - Ford          | 1'18"523 | +1"256   |
| 6                       | 27 | Michele Alboreto   | Ferrari                  | 1'18"578 | +1"311   |
| 7                       | 5  | Riccardo Patrese   | Williams - Honda         | 1'18"813 | +1"546   |
| 8                       | 2  | Stefan Johansson   | McLaren - TAG Porsche    | 1'18"826 | +1"559   |
| 9                       | 19 | Teo Fabi           | Benetton - Ford          | 1'19"461 | +2"194   |
| 10                      | 8  | Andrea De Cesaris  | Brabham - BMW            | 1'19"590 | +2"323   |
| 11                      | 18 | Eddie Cheever      | Arrows - Megatron        | 1'20"187 | +2"920   |
| 12                      | 17 | Derek Warwick      | Arrows - Megatron        | 1'20"638 | +3"371   |
| 13                      | 24 | Alessandro Nannini | Minardi - Motori Moderni | 1'20"701 | +3"434   |
| 14                      | 12 | Satoru Nakajima    | Lotus - Honda            | 1'20"891 | +3"624   |
| 15                      | 7  | Stefano Modena     | Brabham - BMW            | 1'21"014 | +3"747   |
| 16                      | 9  | Martin Brundle     | Zakspeed                 | 1'21"483 | +4"216   |
| 17                      | 30 | Philippe Alliot    | Lola Larrousse - Ford    | 1'21"888 | +4"621   |
| 18                      | 4  | Philippe Streiff   | Tyrrell - Ford           | 1'21"971 | +4"704   |
| 19                      | 3  | Jonathan Palmer    | Tyrrell - Ford           | 1'22"087 | +4"820   |
| 20                      | 25 | René Arnoux        | Ligier - Megatron        | 1'22"303 | +5"036   |
| 21                      | 29 | Yannick Dalmas     | Lola Larrousse - Ford    | 1'22"650 | +5"383   |
| 22                      | 26 | Piercarlo Ghinzani | Ligier - Megatron        | 1'22"689 | +5"422   |
| 23                      | 16 | Ivan Capelli       | March - Ford             | 1'22"698 | +5"431   |
| 24                      | 10 | Christian Danner   | Zakspeed                 | 1'23"046 | +5"779   |
| 25                      | 14 | Roberto Moreno     | AGS - Ford               | 1'23"659 | +6"392   |
| 26                      | 23 | Adrián Campos      | Minardi - Motori Moderni | 1'24"121 | +6"854   |
| Vetture non qualificate |    |                    |                          |          |          |
| NQ                      | 21 | Alex Caffi         | Osella - Alfa Romeo      | 1'25"872 | +8"605   |

## Gara
Alla partenza Piquet ebbe lo scatto migliore, ma Berger si riprese la leadership già al primo giro e si avviò a dominare anche questa gara. Alessandro Nannini su Minardi si ritirò quasi subito, andando a sbattere contro un muretto. Dietro all'austriaco cominciò una battaglia per il podio fra Piquet, Prost, Alboreto e Senna. Dopo aver effettuato il suo pit-stop, il campione del mondo si ritirò a causa di un malfunzionamento ai freni, lasciando agli altri tre la lotta per la seconda posizione.
Senna alla fine ebbe il predominio su Alboreto e Prost, tenuti stretti dagli inseguitori. Philippe Alliot in particolare tentò più volte un sorpasso. A causa di un guasto ai freni, Prost andò a sbattere contro le barriere e si ritirò al 53º giro. Senna tentò disperatamente di spingere al massimo per riprendere Berger, ma il ferrarista riuscì ad amministrare il suo vantaggio ed andò a vincere il suo terzo Gran Premio in carriera, secondo consecutivo, facendo segnare anche il giro veloce che, aggiunto alla pole position, e l'aver condotto in testa il Gran Premio dal primo all'ultimo giro, risultarono in un Grand Chelém, l'unico della sua carriera in Formula 1; inoltre, grazie proprio a Berger, la Ferrari vinse per la prima volta un Gran Premio d'Australia valevole nelle annualità della Formula 1.
Senna alla fine concluse secondo ma più tardi venne squalificato per irregolarità tecniche sulla sua Lotus. Al secondo posto concluse quindi a tavolino Michele Alboreto, a completare una doppietta Ferrari: ciò non accadeva dal Gran Premio del Canada 1985. Sul gradino più basso del podio finì Thierry Boutsen su Benetton, davanti a Jonathan Palmer (Tyrrell), Yannick Dalmas (Larrousse) e Roberto Moreno (che conquistò il primo punto per l'AGS).
| Pos   | N° | Pilota             | Team                     | Giri | Tempo/Ritiro            | Partenza | Punti |
| ----- | -- | ------------------ | ------------------------ | ---- | ----------------------- | -------- | ----- |
| 1     | 28 | Gerhard Berger     | Ferrari                  | 82   | 1:52:56.144             | 1        | 9     |
| 2     | 27 | Michele Alboreto   | Ferrari                  | 82   | + 1:07.884              | 6        | 6     |
| 3     | 20 | Thierry Boutsen    | Benetton - Ford          | 81   | + 1 giro                | 5        | 4     |
| 4 (1) | 3  | Jonathan Palmer    | Tyrrell - Ford           | 80   | + 2 giri                | 19       | 3     |
| 5 (2) | 29 | Yannick Dalmas     | Lola Larrousse - Ford    | 79   | + 3 giri                | 21       | 0     |
| 6 (3) | 14 | Roberto Moreno     | AGS - Ford               | 79   | + 3 giri                | 25       | 1     |
| 7     | 10 | Christian Danner   | Zakspeed                 | 79   | + 3 giri                | 24       |       |
| 8     | 8  | Andrea De Cesaris  | Brabham - BMW            | 78   | Testacoda               | 10       |       |
| 9     | 5  | Riccardo Patrese   | Williams - Honda         | 76   | Perdita d'olio          | 7        |       |
| SQ    | 12 | Ayrton Senna       | Lotus - Honda            | 82   | Squalificato            | 4        |       |
| Rit   | 6  | Nelson Piquet      | Williams - Honda         | 58   | Freni                   | 3        |       |
| Rit   | 16 | Ivan Capelli       | March - Ford             | 58   | Testacoda               | 23       |       |
| Rit   | 1  | Alain Prost        | McLaren - TAG Porsche    | 53   | Freni                   | 2        |       |
| Rit   | 18 | Eddie Cheever      | Arrows - Megatron        | 53   | Surriscaldamento        | 11       |       |
| Rit   | 2  | Stefan Johansson   | McLaren - TAG Porsche    | 48   | Freni                   | 8        |       |
| Rit   | 19 | Teo Fabi           | Benetton - Ford          | 46   | Freni                   | 9        |       |
| Rit   | 23 | Adrián Campos      | Minardi - Motori Moderni | 46   | Trasmissione            | 26       |       |
| Rit   | 30 | Philippe Alliot    | Lola Larrousse - Ford    | 45   | Problemi elettrici      | 17       |       |
| Rit   | 25 | René Arnoux        | Ligier - Megatron        | 41   | Problemi all'accensione | 20       |       |
| Rit   | 7  | Stefano Modena     | Brabham - BMW            | 31   | Problemi fisici         | 15       |       |
| Rit   | 26 | Piercarlo Ghinzani | Ligier - Megatron        | 26   | Problemi all'accensione | 22       |       |
| Rit   | 11 | Satoru Nakajima    | Lotus - Honda            | 22   | Problemi idraulici      | 14       |       |
| Ret   | 17 | Derek Warwick      | Arrows - Megatron        | 19   | Trasmissione            | 12       |       |
| Rit   | 9  | Martin Brundle     | Zakspeed                 | 18   | Motore                  | 16       |       |
| Rit   | 4  | Philippe Streiff   | Tyrrell - Ford           | 6    | Testacoda               | 18       |       |
| Rit   | 24 | Alessandro Nannini | Minardi - Motori Moderni | 0    | Incidente               | 13       |       |
| NQ    | 21 | Alex Caffi         | Osella - Alfa Romeo      | -    | Non qualificato         | 27       |       |

Tra parentesi le posizioni valide per il Jim Clark Trophy, per le monoposto con motori N/A

## Classifiche

### Piloti
| Pos | Pilota            | Punti   |
| --- | ----------------- | ------- |
| 1   | Nelson Piquet     | 73 (76) |
| 2   | Nigel Mansell     | 61      |
| 3   | Ayrton Senna      | 57      |
| 4   | Alain Prost       | 46      |
| 5   | Gerhard Berger    | 36      |
| 6   | Stefan Johansson  | 30      |
| 7   | Michele Alboreto  | 17      |
| 8   | Thierry Boutsen   | 16      |
| 9   | Teo Fabi          | 12      |
| 10  | Eddie Cheever     | 8       |
| 11  | Jonathan Palmer   | 7       |
| 12  | Satoru Nakajima   | 7       |
| 13  | Riccardo Patrese  | 6       |
| 14  | Andrea De Cesaris | 4       |
|     | Philippe Streiff  | 4       |
| 16  | Derek Warwick     | 3       |
|     | Philippe Alliot   | 3       |
| 18  | Martin Brundle    | 2       |
| 19  | Roberto Moreno    | 1       |
|     | René Arnoux       | 1       |
|     | Ivan Capelli      | 1       |

### Costruttori
| Pos | Team                  | Punti |
| --- | --------------------- | ----- |
| 1   | Williams - Honda      | 137   |
| 2   | McLaren - TAG Porsche | 76    |
| 3   | Lotus - Honda         | 64    |
| 4   | Ferrari               | 53    |
| 5   | Benetton - Ford       | 28    |
| 6   | Arrows - Megatron     | 11    |
|     | Tyrrell - Ford        | 11    |
| 8   | Brabham - BMW         | 10    |
| 9   | Lola Larrousse - Ford | 3     |
| 10  | Zakspeed              | 2     |
| 11  | AGS - Ford            | 1     |
|     | Ligier - Megatron     | 1     |
|     | March - Ford          | 1     |

### Trofeo Jim Clark
| Pos | Pilota           | Punti |
| --- | ---------------- | ----- |
| 1   | Jonathan Palmer  | 95    |
| 2   | Philippe Streiff | 74    |
| 3   | Philippe Alliot  | 43    |
| 4   | Ivan Capelli     | 38    |
| 5   | Pascal Fabre     | 35    |
| 6   | Roberto Moreno   | 4     |

### Trofeo Colin Chapman
| Pos | Team           | Punti |
| --- | -------------- | ----- |
| 1   | Tyrrell-Ford   | 169   |
| 2   | Larrousse-Ford | 43    |
| 3   | AGS-Ford       | 39    |
| 4   | March-Ford     | 38    |

Nota: Nelle due classifiche appaiono i punti finali del campionato, che in alcuni casi non coincidono con quelli reali in quanto nel computo finale venivano calcolati solo i punteggi dei migliori 11 risultati per ogni pilota.